# Panlong, Kunming
Panlong är ett stadsdistrikt och säte för stadsfullmäktige i Kunming i Yunnan-provinsen i sydvästra Kina.